# Gelis mangeri
Gelis mangeri är en stekelart som först beskrevs av Johann Ludwig Christian Gravenhorst 1815.  Gelis mangeri ingår i släktet Gelis och familjen brokparasitsteklar. Arten är reproducerande i Sverige. Inga underarter finns listade i Catalogue of Life.